# Jean-Marc Valladier
Pour les articles homonymes, voir Valladier.
Jean-Marc Valladier biologiste médical, photographe et écrivain né à Marseille le 28 janvier 1957.

## Biographie
Originaire de la Belle de Mai,  admirateur de Pierre Dac, Jean Yanne et Pierre Desproges, ce n’est qu’après de longues années que sa vocation de littéraire contrarié put enfin s’exprimer.
Créateur des éditions du Fioupélan, il coécrit avec des amis de Lycée Le Mythique groupe Quartiers Nord 2001 L’Odyssée de l’Estaque, « première opérette-rock marseillaise de l’histoire de l’humanité », jouée en marseillais dans le texte.
Il écrit alors plusieurs ouvrages maniant le deuxième, voire le troisième degré, dans la veine de ses maîtres inspirateurs, dont Le Parler gras, glossaire marseillais iconoclaste, le Glossaire indispensable des dénominations inusitées.
Participations en tant qu'auteur et éditeur: 
Biographie du groupe Quartiers Nord en compagnie de Médéric Gasquet-Cyrus, sociolinguiste et universitaire, avec Marseille en V.O.
"Soupe d'esques", délire graphique et potache, en collaboration avec Médéric Gasquet Cyrus, Gilbert "Tonton" Donzel de Quartiers Nord, et le dessinateur Elcé.
À citer aussi une activité photographique intense, privilégiant l’émotion visuelle au travers d’une réinterprétation personnelle de la réalité.
Participation à de nombreuses expositions, notamment dans le sud de le France.
Un site personnel est consacré à ces recherches graphiques.